# Élise Caron

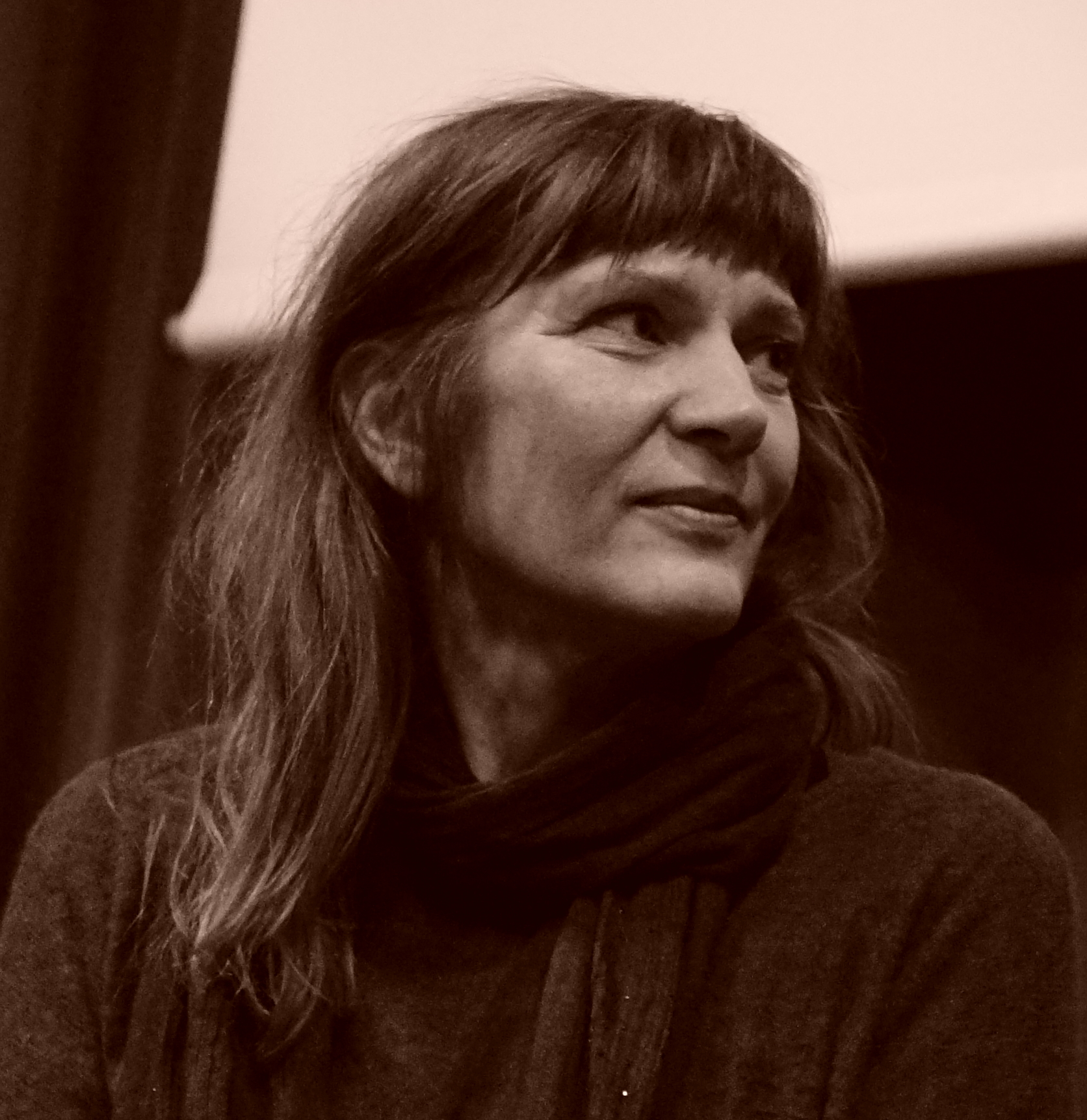
2017

Élise Caron (* 1961) ist eine französische Schauspielerin und Sängerin, die auch im Bereich des Jazz und der Neuen Musik hervorgetreten ist.

## Karriere
Caron spielte in Diane Kurys’ Cocktail Molotov (1980) ihre erste Rolle als Schauspielerin und dann in Le petit Pommier (1981) von Liliane de Kermadec eine Hauptrolle. Auch ist sie an Jean Achaches Spielfilm Un soir au club (2009) und an Jean-Paul Civeyracs Des filles en noir (2010) beteiligt. In Jeanne et le garçon formidable (1998) von Olivier Ducastel und Jacques Martineau lieh sie der Jeanne-Darstellerin Virginie Ledoyen die Gesangsstimme.
Als Musikerin war sie Mitglied der Groupe de recherche et d'improvisation musicale du conservatoire (GRIMC). Luc Ferrari wählte sie als Interpretin seiner Vokal-Kompositionen. Weiterhin hat sie mit Jacques Rebotier, Fred Frith, Claude Barthélémy, Aldo Romano, Yves Robert, Edward Perraud und Michael Riessler (Orange, 2000), zusammengearbeitet. Denis Badault holte sie als Gesangssolistin und Flötistin für mehrere Produktionen ins Orchestre National de Jazz. Seit dem Jahr 2000 hat sie eine Reihe eigener Alben vorgelegt; unter anderem setzte sie sich mit Jean-Rémy Guédon mit der Gedankenwelt des Marquis de Sade auseinander. Nach Ansicht von Arte spricht sie „mit ihren Interpretationen junge Musikfans (Album und Tournee Chansons pour les petites oreilles) ebenso an wie das ‚reifere‘ Publikum.“
Sie ist weiterhin an Alben von Denis Chouillet (Lerapatirole, 1996), Vincent Bouchot (The Pizza Problem, 1999) und Albert Marcoeur (Plusieurs cas de figures, 2001) beteiligt. Mit dem Trio von Guillaume de Chassy interpretierte sie französische Chansons sowie klassische und Jazzstandards (L'âme des poètes, 2021).

## Preise und Auszeichnungen
Caron wurde mit den Victoires du Jazz 2010 als französische Sängerin des Jahres geehrt.

## Diskographische Hinweise
- John Greaves/Élise Caron Chansons … (2004, mit David Venitucci, Louis Sclavis, Robert Wyatt, Vincent Courtois)
- Berceuses pour s'endormir en rêvant (2005, mit Fabien Robert, Henri Salvador, Marie de Gélisn, Danielle Darrieux, Michel Graillier, Nolwenn Philippe, Gianmaria Testa, John Greaves)
- Jean-Rémy Guédon/Élise Caron Sade Songs (2006)
- Élise Caron, Lucas Gillet & Dylan Thomas A Thin Sea of Flesh (Harmonia Mundi / Le Chant du Monde, 2009)
- Élise Caron / Edward Perraud Bitter Sweets (Quark, 2012)
- Orchestrales (Triton, 2016)
- Emmanuel Bex / David Lescot / Élise Caron / Mike Ladd / Géraldine Laurent / Simon Goubert: La Chose Commune (Triton, 2017)
- Élise Caron, Denis Chouillet: Sentimental Récital (Triton, 2019)
- Edward Perraud / Élise Caron: Happy Collapse (Quark, 2020)